# Simon Gerrans

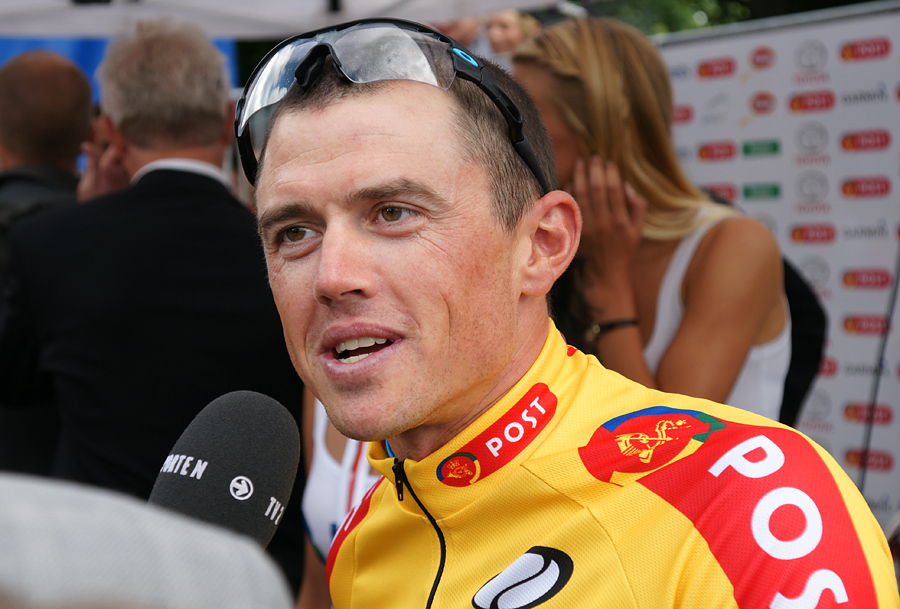
Simon Gerrans en 2011.

Simon Gerrans, né le 16 mai 1980 à Melbourne en Australie, est un coureur cycliste australien. Il a commencé sa carrière professionnelle en 2005 et est passé par les équipes françaises AG2R Prévoyance (2005-2007) et Crédit agricole (2008), puis Cervélo Test (2009), Sky (2010-2011), GreenEDGE puis Orica-Scott (de 2012 à 2017), pour terminer chez BMC Racing en 2018. Il a remporté le Tour Down Under en 2006, 2012, 2014 et 2016, Milan-San Remo 2012, Liège-Bastogne-Liège 2014, deux étapes du Tour de France, une du Tour d'Italie et une du Tour d'Espagne.

## Biographie

### Jeunesse et début de carrière
Simon Gerrans naît à Melbourne et grandit à Jamieson (en), dans l'État de Victoria.
À 17 ans, un accident de moto lui blesse le genou. Suivant les conseils de son voisin Phil Anderson, ancien coureur professionnel, il commence le cyclisme durant sa rééducation. À 19 ans, il déménage en Italie avec l'espoir de faire carrière dans le sport cycliste.
En 2002, il se classe cinquième du championnat d'Australie sur route, et remporte ainsi le titre des moins de 23 ans.
En 2003, il court dans l'équipe norvégienne Ringerike. Il y reste jusqu'en août, puis rejoint l'équipe portugaise Carvalhelhos-Boavista en tant que stagiaire. Il participe au Tour de l'Avenir avec celle-ci, et ne prolonge pas l'expérience. De retour en Australie en fin d'année, il remporte la Melbourne to Warrnambool Classic sous les couleurs du Carnegie Caulfield Cycling Club.
Sur les conseils de Baden Cooke, Gerrans s'engage en 2004 à l'UC Nantes Atlantique. Il termine cette saison dans les rangs amateurs français à la première place du classement national FFC, avec sept succès sur des courses nationales et des places d'honneur au Ringerike GP (2e), au Ruban granitier breton (3e). Durant l'été il rejoint l'équipe AG2R Prévoyance en tant que stagiaire, puis signe un contrat professionnel de deux ans et se classe deuxième de Paris-Corrèze en septembre. En octobre, il est sélectionné  en équipe nationale et participe pour la première fois aux championnats du monde. Aligné sur l'épreuve en ligne, il ne termine pas la course.

### 2005-2007: chez AG2R Prévoyance
En 2005, Simon Gerrans signe quatre succès : le Tour du Finistère, le Grand Prix de l'industrie, du commerce et de l'artisanat de Carnago et une étape et le classement général du Herald Sun Tour ; et des places d'honneur au Circuit des Ardennes (4e), au Grand Prix de l'industrie et du commerce de Prato (6e), au Tour Down Under (7e) et à la Flèche brabançonne (8e). Il participe à son premier Tour de France, et y obtient une troisième place lors de la 17e étape.
Au début de l'année 2006, il remporte la principale course par étape australienne, le Tour Down Under. En février, il se fracture la clavicule lors du Grand Prix d'ouverture La Marseillaise. La cicatrice s'infectant pendant Tirreno-Adriatico, il est réopéré en mars et doit décliner une sélection en équipe nationale pour les Jeux du Commonwealth. Il participe ensuite au Tour de France et gagne de nouveau le Herald Sun Tour en fin d'année. En 2007, il gagne le Grand Prix de Plumelec-Morbihan, puis s'engage pour la saison suivante avec l'équipe Crédit agricole.

### 2008: au Crédit agricole
Simon Gerrans acquiert une première victoire avec sa nouvelle équipe en mars lors du Critérium international, dont il remporte l'étape de côte et le classement de la montagne. En juin, il gagne la première étape de la Route du Sud et se classe 4e du classement final. Il participe ensuite à son quatrième Tour de France et y décroche son principal succès. Lors de la 15e étape, il s'échappe en début de parcours avec Egoi Martínez, Danny Pate et José Luis Arrieta, qu'il devance à Prato Nevoso. Sélectionné tous les ans pour les championnats du monde depuis 2005, avec pour meilleur résultat une 66e place en 2007, il est retenu en équipe nationale pour les Jeux olympiques de Pékin. Il termine 37e de la course en ligne.

### 2009: Cervélo Test
Tandis que l'équipe Crédit agricole disparaît en fin de saison, Gerrans signe un contrat de deux ans avec la nouvelle formation Cervélo Test, en compagnie de quatre de ses coéquipiers dont le sprinter Thor Hushovd. Il obtient les meilleurs résultats de son équipe lors des classiques ardennaises en avril : 7e de l'Amstel Gold Race, 8e de la Flèche wallonne et 6e de Liège-Bastogne-Liège. Il apporte le mois suivant à Cervélo Test une première victoire sur un grand tour, à l'occasion de la 14e étape du Tour d'Italie. Il remporte le 23 août le Grand Prix de Plouay.

### 2010-2011: Sky
En 2010, il intègre la nouvelle équipe britannique Sky, qui obtient dès son apparition le statut de ProTeam. Pour ses débuts avec sa nouvelle équipe, il est 22e du Tour d'Andalousie, avec deux podiums d'étapes, et 14e de Paris-Nice. Il chute lors du Critérium international et arrive aux classiques ardennaises en moins bonne forme qu'espéré. Son meilleur résultat durant ce printemps est la onzième place de Liège-Bastogne-Liège. Il dispute en juillet son cinquième Tour de France, qu'il abandonne après huit étapes et deux chutes. Il ne termine pas non plus le Tour d'Espagne, que l'équipe Sky quitte à la fin de la première semaine, après la mort d'un de ses soigneurs, victime d'une septicémie. Plusieurs coureurs de l'équipe avaient auparavant abandonné, malades,. Sélectionné en équipe nationale pour la course en ligne des championnats du monde entre Geelong et Melbourne, il abandonne encore lors de cette course, remportée par son ancien coéquipier Thor Hushovd.
En janvier 2011, sa troisième place au championnat d'Australie, derrière Jack Bobridge et Matthew Goss, fait de Simon Gerrans un des favoris du Tour Down Under, première épreuve World Tour de l'année. Quatrième de la troisième étape, il joue davantage un rôle d'équipier pour le sprinter Ben Swift, vainqueur de deux étapes. Dixième du Tour de l'Algarve en février, il est lors de Paris-Nice un des équipiers de Bradley Wiggins, troisième. En avril, Simon Gerransl obtient son meilleur résultat sur une classique ardennaise et un des meilleurs de sa carrière en se classant troisième de l'Amstel Gold Race, derrière Philippe Gilbert, invincible durant ce printemps, et Joaquim Rodríguez. En juin, il fait partie de l'équipe qui aide Wiggins à gagner le Critérium du Dauphiné, première victoire sur une course de cette envergure pour Sky. Il est aligné pour le Tour de France, dont Wiggins est présenté comme un des favoris. Celui-ci abandonne pendant la septième étape après une chute, souffrant d'une fracture de la clavicule. Gerrans termine ce Tour à la 96e place. Une semaine après l'arrivée, il est dixième de la Classique de Saint-Sébastien après le déclassement de Carlos Barredo. Il s'impose ensuite au Tour du Danemark. Fin août, il prend la deuxième place du Grand Prix de Plouay. Sélectionné en équipe d'Australie pour le championnat du monde sur route au Danemark, il termine la course dans le peloton à la 79e place, tandis que Matthew Goss est deuxième.

### 2012: arrivée dans l'équipe GreenEDGE et victoire à Milan-San Remo
Durant l'année 2011, Gerrans est l'un des 30 coureurs, dont 17 Australiens, engagés pour former en 2012 l'effectif de la nouvelle équipe australienne GreenEDGE. Celle-ci, comme Sky deux ans auparavant, obtient le statut de ProTour dès son apparition. Gerrans commence la saison par les championnats d'Australie sur route, où il décroche le titre de la course en ligne. Deux semaines plus tard, il remporte la première course du calendrier World Tour de la saison, le Tour Down Under. Il y prend la tête du classement général lors de l'avant dernière étape, où il est battu par Alejandro Valverde, deuxième au classement général. En mars, il participe à Paris-Nice, où il est à nouveau deuxième d'étape derrière Valverde, au lac de Vassivière. Il remporte ensuite la classique Milan-San Remo. Échappé avec Fabian Cancellara et Vincenzo Nibali, il les devance au sprint.
Il obtient un succès prestigieux en septembre au Grand Prix de Québec, où il engrange 80 points pour l'UCI World Tour. Il part aux trousses du Belge Greg Van Avermaet (BMC Racing), qui s'est détaché dans la Côte de la Montagne avec quatre kilomètres à faire. Il le rejoint et le duo se dispute le sprint, que Gerrans gagne alors que les poursuivants les plus proches ne sont qu'à quatre secondes. Il tente de récidiver deux jours plus tard au Grand Prix cycliste de Montréal et passe bien près de réussir l'exploit, mais doit se contenter de la quatrième place alors qu'il règle le sprint d'un groupe d'une vingtaine de coureurs derrière les trois échappés, dont fait partie Lars Petter Nordhaug (Sky) qui décroche la victoire.

### 2013: maillot jaune sur le Tour de France

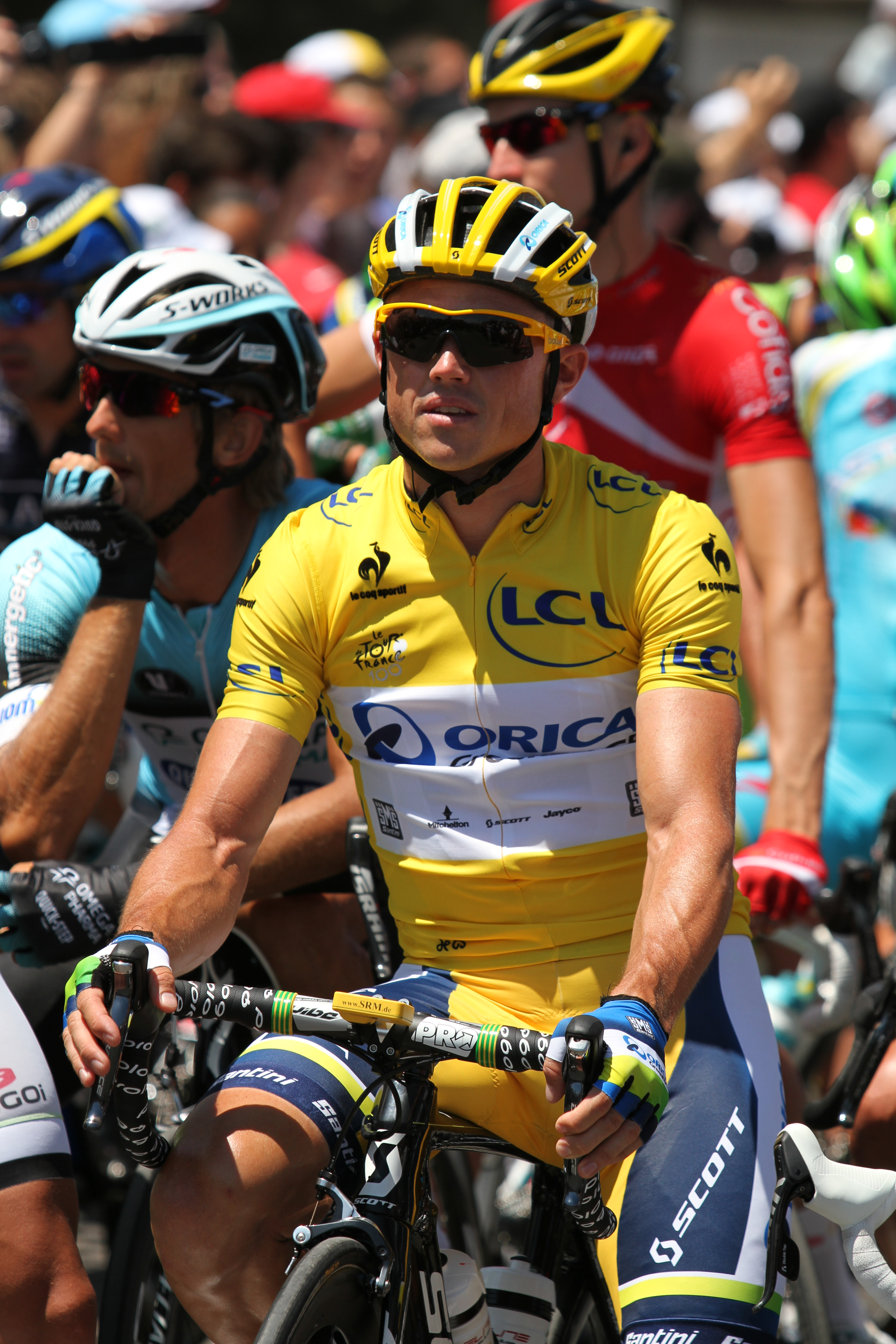
Gerrans avec le maillot jaune sur le Tour de France 2013

Simon Gerrans commence sa saison 2013 par une victoire d'étape lors du Tour Down Under puis enchaine avec une autre victoire d'étape lors du Tour de Catalogne et une autre sur le Tour du Pays basque. Gerrans poursuit sa saison sur les classiques ardennaises et termine à la 3e place de l'Amstel Gold Race avant de finir 10e sur les routes de Liège-Bastogne-Liège le weekend suivant.
En juillet, il est sélectionné par son équipe pour participer à la 100e édition du Tour de France. Il s'impose lors de la 3e étape devançant d'un rien au sprint Peter Sagan. Le lendemain, la formation Orica-GreenEDGE remporte le contre-la-montre par équipes disputé dans les rues de Nice ce qui permet à Simon Gerrans de s'emparer du maillot jaune. Il conserve ce maillot jaune deux jours avant de le céder à son coéquipier Daryl Impey.
Attendu ensuite aux championnats du monde sur route, Gerrans participe au préalable au Tour d'Espagne. Victime d'une chute lors de la troisième étape, il continue cependant la course bien qu'il ressente des douleurs les jours suivants. Des examens médicaux pratiqués montrent alors qu'il souffre d'une fracture à une hanche, ce qui cause son abandon de la Vuelta à l'issue de la treizième étape, et la fin de sa saison.

### 2014: numéro 3 mondial et victoire sur Liège-Bastogne-Liège
En 2014, Simon Gerrans commence la saison en remportant pour la deuxième fois le championnats d'Australie sur route. Il y devance Richie Porte et Cadel Evans. Comme en 2012, il enchaîne le titre national avec une victoire au Tour Down Under. Vainqueur de la première étape, il devance Cadel Evans d'une seconde au classement général. Il remporte ensuite au mois d'avril la 100e édition de Liège-Bastogne-Liège, au sprint devant Valverde et les autres favoris.
En septembre, il remporte coup sur coup le Grand Prix cycliste de Québec et le Grand Prix cycliste de Montréal, devenant le premier coureur à réussir ce doublé la même année. Il est ensuite sélectionné pour la course en ligne des championnats du monde 2014. Considéré comme le favori de la course, il prend la médaille d'argent pour conclure sa saison. Il termine cette saison numéro 3 mondial derrière les Espagnols Alejandro Valverde et Alberto Contador. 
À l'issue de cette saison, il reçoit de la fédération australienne le Trophée Sir Hubert Opperman récompensant le cycliste australien de l'année, ainsi que le prix de cycliste sur route australien de l'année.

### 2015
En préparation pour le début de saison 2015, il se fracture la clavicule gauche à l'entraînement et doit déclarer forfait pour les championnats d'Australie et le Tour Down Under, deux courses où il est le tenant du titre. Cette blessure l'amène à modifier son calendrier pour la saison. Il fixe alors comme objectifs la défense de son titre à Liège-Bastogne-Liège puis le Tour de France et les championnats du monde sur route. Revenant à la compétition en mars lors des Strade Bianche, il y chute et est atteint d'une fracture de l'extrêmité supérieure du radius. Au Tour d'Italie, il remporte le contre-la-montre par équipes et prend le maillot rose de leader.
Il participe également au Tour de France. Lors de la troisième étape, il est impliqué dans une chute collective et doit abandonner, étant atteint d'une fracture au poignet gauche.

### 2016
Deux ans après son dernier succès sur son Tour national, Simon Gerrans remporte pour la quatrième fois le Tour Down Under ainsi que deux étapes. Il réalise un bon début de saison au cours duquel il s'offre quelques places d'honneur, mais doit une nouvelle fois quitter le Tour de France, au terme de la douzième étape cette fois. Lors de celle-ci, une chute lui provoque une fracture de la clavicule gauche. 

### 2017
Comme à son habitude, il est en bonne forme dès le début de l'année. Il manque toutefois de peu un troisième titre national début janvier, avant de s'incliner une nouvelle fois sur la première édition World Tour de la Cadel Evans Great Ocean Road Race. Auteur d'une saison moyenne, il perd son rôle de leader au sein de la formation Orica-Scott.
À 37 ans, il se bat néanmoins pour la victoire lors du Tour de Norvège, mais quitte la course avec trois podiums et une seconde place finale, trop juste pour concurrencer Edvald Boasson Hagen. 

### 2018: dernière saison chez BMC
En septembre 2017, après six saisons passées sous les couleurs de l'équipe australienne, il annonce son transfert chez BMC Racing, où il retrouve, entre autres, son compatriote Richie Porte. Il arrête sa carrière, à 38 ans, sur une victoire lors du contre-la-montre par équipes du Tour de France.

## Après carrière
En 2019, il intègre le bureau londonien de la banque d'investissement internationale Goldman Sachs, où il devient conseiller financier.

## Palmarès et résultats

### Palmarès amateur
| - 1999 - 3e du championnat d'Australie sur route espoirs - 3e de la Grafton to Inverell Classic - 2000 - Grand Prix de Roncolevà - 3e du Grand Prix Kranj - 2002 - Champion d'Australie sur route espoirs - 2e étape du Grand Prix Guillaume Tell - 3e étape du Tour de Tasmanie - 2e de Milan-Rapallo - 3e du Tour de Tasmanie - 2003 - Melbourne to Warrnambool Classic - Baw Baw Classic - 2e étape de la Jayco Bay Classic - 3e du Prix des blés d'or | - 2004 - 2e étape du Tour du Canton de Saint-Ciers - Grand Prix U - Redon-Redon - Tour de Corrèze - Circuit du Viaduc - 2e et 4e étapes du Tour de la Porte Océane - 9e étape du Herald Sun Tour - 2e de la Flèche de Locminé - 2e du Ringerike Grand Prix - 2e de Paris-Corrèze - 3e du Ruban granitier breton |  |

### Palmarès professionnel
| - 2005 - Herald Sun Tour : - Classement général - 3e étape - Tour du Finistère - Gran Premio Industria e Commercio Artigianato Carnaghese - 3e du Ruban granitier breton - 2006 - Tour Down Under : - Classement général - 1re étape - Classement général du Herald Sun Tour - 2007 - 5e étape des Geelong Bay Classic Series - Grand Prix de Plumelec-Morbihan - 2e des Geelong Bay Classic Series - 2e du Tour du Haut-Var - 2008 - 2e étape du Critérium international - 1re étape de la Route du Sud - 15e étape du Tour de France - 2009 - 14e étape du Tour d'Italie - Grand Prix de Plouay - 10e étape du Tour d'Espagne - 3e du Grand Prix de Lugano - 6e de Liège-Bastogne-Liège - 7e de l'Amstel Gold Race - 8e de la Flèche wallonne - 10e du championnat du monde sur route - 2011 - Classement général du Tour du Danemark - 2e du Grand Prix de Plouay - 3e du championnat d'Australie sur route - 3e de l'Amstel Gold Race - 10e de la Classique de Saint-Sébastien - 2012 - Champion d'Australie sur route - Classement général du Tour Down Under - Milan-San Remo - Grand Prix cycliste de Québec - 2e de la Classique de Saint-Sébastien - 4e du Grand Prix cycliste de Montréal | - 2013 - 5e étape du Tour Down Under - 6e étape du Tour de Catalogne - 1re étape du Tour du Pays basque - 3e et 4e (contre-la-montre par équipes) étapes du Tour de France - 3e de l'Amstel Gold Race - 10e de Liège-Bastogne-Liège - 2014 - Champion d'Australie sur route - Tour Down Under : - Classement général - 1re étape - Liège-Bastogne-Liège - Grand Prix cycliste de Québec - Grand Prix cycliste de Montréal - Médaillé d'argent au championnat du monde sur route - 3e de l'Amstel Gold Race - 3e de la Vattenfall Cyclassics - 2015 - 1re étape du Tour d'Italie (contre-la-montre par équipes) - 6e du championnat du monde sur route - 2016 - Tour Down Under : - Classement général - 3e et 4e étapes - 2017 - 2e du championnat d'Australie sur route - 2e de la Cadel Evans Great Ocean Race - 2e du Tour de Norvège - 2018 - 1re étape de Tour de Suisse (contre-la-montre par équipes) - 3e étape du Tour de France (contre-la-montre par équipes) - 5e de la Cadel Evans Great Ocean Race |  |

### Résultats sur les grands tours

#### Tour de France
12 participations
- 2005 : 166e
- 2006 : 79e
- 2007 : 94e
- 2008 : 79e, vainqueur de la 15e étape
- 2010 : non-partant (9e étape)
- 2011 : 96e
- 2012 : 79e
- 2013 : 80e, vainqueur des 3e et 4e (contre-la-montre par équipes) étapes,  maillot jaune pendant 2 jours
- 2014 : non-partant (17e étape)
- 2015 : abandon (3e étape)
- 2016 : non-partant (13e étape)
- 2018 : 107e, vainqueur de la 3e étape (contre-la-montre par équipes)

#### Tour d'Italie
2 participations
- 2009 : 43e, vainqueur de la 14e étape
- 2015 : non-partant (13e étape), vainqueur de la 1re étape (contre-la-montre par équipes),  maillot rose pendant 1 jour

#### Tour d'Espagne
5 participations
- 2009 : abandon (13e étape), vainqueur de la 10e étape
- 2010 : non-partant (8e étape)[n 6]
- 2013 : non-partant (14e étape)
- 2015 : 114e
- 2016 : 86e

### Principales classiques et championnats du monde
Le tableau suivant présente les résultats de Simon Gerrans lors des classiques de l'UCI World Tour (ex-ProTour), des classiques de l'ancienne Coupe du monde ainsi qu'aux championnats du monde.
| Année | Milan- San Remo | Grand Prix E3 | Tour des Flandres | Amstel Gold Race | Flèche wallonne | Liège-Bastogne-Liège | Classique de Saint-Sébastien | HEW/Vattenfall Cyclassics | Grand Prix de Plouay | Grand Prix cycliste de Québec | Grand Prix cycliste de Montréal | Championnats du monde | Tour de Lombardie |
| ----- | --------------- | ------------- | ----------------- | ---------------- | --------------- | -------------------- | ---------------------------- | ------------------------- | -------------------- | ----------------------------- | ------------------------------- | --------------------- | ----------------- |
| 2004  | -               | -             | -                 | -                | -               | -                    | -                            | -                         | -                    | -                             | -                               | AB                    | -                 |
| 2005  | -               | AB            | 92e               | -                | 66e             | AB                   | -                            | -                         | 52e                  | -                             | -                               | 87e                   | -                 |
| 2006  | -               | -             | -                 | -                | -               | -                    | 53e                          | -                         | 18e                  | -                             | -                               | 89e                   | -                 |
| 2007  | -               | -             | -                 | 37e              | 74e             | AB                   | 93e                          | 57e                       | 62e                  | -                             | -                               | 66e                   | -                 |
| 2008  | 145e            | -             | -                 | 12e              | -               | 54e                  | -                            | AB                        | -                    | -                             | -                               | AB                    | -                 |
| 2009  | -               | -             | -                 | 7e               | 8e              | 6e                   | -                            | -                         | Vainqueur            | -                             | -                               | 10e                   | AB                |
| 2010  | -               | -             | -                 | 63e              | 54e             | 11e                  | -                            | -                         | 101e                 | -                             | -                               | AB                    | -                 |
| 2011  | -               | -             | -                 | 3e               | 21e             | 12e                  | 10e                          | -                         | 2e                   | 32e                           | 71e                             | 79e                   | AB                |
| 2012  | Vainqueur       | -             | -                 | 20e              | -               | 19e                  | 2e                           | -                         | 12e                  | Vainqueur                     | 4e                              | 20e                   | -                 |
| 2013  | 68e             | -             | -                 | 3e               | -               | 10e                  | 34e                          | -                         | -                    | -                             | -                               | -                     | -                 |
| 2014  | -               | -             | -                 | 3e               | -               | Vainqueur            | AB                           | 3e                        | 51e                  | Vainqueur                     | Vainqueur                       | 2e                    | -                 |
| 2015  | -               | -             | -                 | 70e              | -               | AB                   | -                            | -                         | -                    | -                             | -                               | 6e                    | AB                |
| 2016  | -               | -             | -                 | 11e              | -               | 33e                  | -                            | -                         | -                    | -                             | -                               | -                     | -                 |
| 2017  | 36e             | -             | -                 | AB               | -               | 139e                 | 75e                          | 76e                       | 95e                  | 58e                           | 66e                             | -                     | -                 |
| 2018  | -               | -             | -                 | 79e              | 86e             | 77e                  | AB                           | 57e                       | 47e                  | 90e                           | 92e                             | -                     | AB                |

### Classements mondiaux
Jusqu'en 2004, le classement UCI concerne tous les coureurs ayant obtenu des points lors de courses du calendrier international de l'Union cycliste internationale (324 courses en 2004). En 2005, l'UCI ProTour et les circuits continentaux sont créés, ayant chacun leur classement. De 2005 à 2008, le classement de l'UCI ProTour classe les coureurs membres d'équipes ProTour en fonction des points qu'ils ont obtenu lors des courses du calendrier UCI ProTour, soit 28 courses en 2005, 27 en 2006, 26 en 2007. En 2008, le calendrier du ProTour est réduit à 15 courses en raison du conflit entre l'UCI et les organisateurs de plusieurs courses majeures. Les trois grands tours, Paris-Roubaix, la Flèche wallonne, Liège-Bastogne-Liège, le Tour de Lombardie, Tirreno-Adriatico et Paris-Nice ne sont donc pas pris en compte dans le classement ProTour 2008. En 2009 et 2010, un « classement mondial UCI » remplace le classement ProTour. Il prend en compte les points inscrits lors des courses ProTour et des courses qui n'en font plus partie, regroupées dans un « calendrier historique », soit au total 24 courses en 2009 et 26 en 2010. Ce nouveau classement prend en compte les coureurs des équipes continentales professionnelles. En 2011, l'UCI ProTour devient l'UCI World Tour et reprend dans son calendrier les courses qui l'avaient quitté en 2008. Il comprend 27 courses en 2011 et son classement ne concerne plus que les coureurs membres des 18 équipes ProTeam.
Simon Gerrans obtient son meilleur classement en 2014 : 3e.
| Année                  | 2002 | 2003 | 2004 | 2005 | 2006 | 2007 | 2008 | 2009 | 2010 | 2011 | 2012 | 2013 | 2014 | 2015 | 2016 |
| ---------------------- | ---- | ---- | ---- | ---- | ---- | ---- | ---- | ---- | ---- | ---- | ---- | ---- | ---- | ---- | ---- |
| Classement UCI         | 776e | 543e | 376e |      |      |      |      |      |      |      |      |      |      |      |      |
| Classement ProTour     |      |      |      |      | nc   | nc   | nc   |      |      |      |      |      |      |      |      |
| Calendrier mondial UCI |      |      |      |      |      |      |      | 25e  | nc   |      |      |      |      |      |      |
| UCI World Tour         |      |      |      |      |      |      |      |      |      | 38e  | 6e   | 55e  | 3e   | 161e | 39e  |
| UCI Europe Tour        |      |      |      | 44e  |      |      |      | 107e |      |      |      |      |      |      |      |
| UCI Oceania Tour       |      |      |      | 9e   |      |      |      | nc   |      |      |      |      |      |      | 12e  |

## Distinctions
- Sir Hubert Opperman Trophy - cycliste australien de l'année en 2014[29]
- Cycliste sur route australien de l'année en 2012 et 2014[56],[29]